# Эньеди, Ильдико
И́льдико Э́ньеди (венг. Enyedi Ildikó; 15 ноября 1955, Будапешт) — венгерский кинорежиссёр. Лауреат Золотого медведя, главной премии Берлинского кинофестиваля, за фильм «О теле и душе».

## Биография
Дочь географа Дьёрдя Эньеди. Училась экономике и кинорежиссуре в Будапеште и Монпелье. Снимала документальные и короткометражные ленты. Дебютный полнометражный фильм Мой XX век (1989) принёс ей мировую известность. В её фильмах снимались Олег Янковский, Александр Кайдановский.
Ильдико Эньеди получила премию «Золотая камера» за фильм «Мой 20-й век» на Канском кинофестивале 1989 года. В этом же году она начала преподавать в Академии драмы и кино в Будапеште (известный как Университет театра и кино).
В 1992 году была членом жюри на 42-м Берлинском международном кинофестивале.
В 1994 году фильм «Волшебное Хантер» был введён в основной конкурс на 51-м Венецианском кинофестивале.
В 2007 году  была членом жюри на 29-м Московском международном кинофестивале .  
Получила докторскую степень в Университете театра и кино в 2011 году.
В 2012 году HBO Europe нанял Эньеди для руководства венгерским шоу Terápia, адаптацией на израильское шоу BeTipul о терапевте, который проводит свою неделю, помогая другим, прежде чем получить собственную психологическую помощь.
Премьера фильма Эньеди «О теле и душе» состоялась в 2017 году на 67-м Берлинском международном кинофестивале, где Эньеди получила «Золотого медведя». Фильм был номинирован на премию Оскар за лучший фильм на иностранном языке, представляющий Венгрию.
В 2018 году Эньеди объявила, что её следующий фильм будет адаптацией «Истории моей жены», о человеке, который заключает пари со своим другом, чтобы жениться на следующей женщине, которая зайдёт в кафе, где они едят. Фильм был снят по мотивам романа Милана Фюста.
Также Ильдико Эньеди была президентом Венгерской гильдии режиссёров.

## Фильмография
- Flirt/Hipnózis (1980)
- A néző (1981)
- Rózsalovag (1984)
- Új könyvek (1985)
- Vakond (1985)
- Invázió (1985)
- Hülyeség nem akadály (1986)
- Мой XX век (1989, в титрах — 1988, Золотая камера)
- Lidércek (1988)
- Téli hadjárat (1991)
- Bűvös vadász / Волшебный стрелок (1994, по мотивам оперы Вебера)
- A gyár (1995)
- Tamás és Juli / Тамаш и Юли (1997)
- Simon mágus / Симон Волхв (1998, премия Дон-Кихота и специальное упоминание критики на фестивале в Локарно, Золотая ветвь актёру Петеру Андораи на кинофестивале в Бордо и другие награды)
- Ország és irodalom (1999)
- Európából Európába (2004)
- Mi volt ez az egész? (2004)
- A fény ösvényei (2005)
- 8 (2007)
- Első szerelem (2008, документальный)
- Terápia (2012, телевизионный)
- Teströl és lélekröl / О теле и душе (2017, Золотой медведь Берлинского кинофестиваля, приз ФИПРЕССИ и экуменического жюри)
- История моей жены (2021)
- Тихий друг (2025)

## Признание
Член жюри Берлинского кинофестиваля (1992, 1994).